# Віндзор-Гайтс (Айова)
Віндзор-Гайтс (англ. Windsor Heights) — місто (англ. city) в США, в окрузі Полк штату Айова. Населення — 5252 особи (2020).

## Географія
Віндзор-Гайтс розташований за координатами 41°36′15″ пн. ш. 93°42′46″ зх. д. / 41.60417° пн. ш. 93.71278° зх. д. (41.604196, -93.712793).  За даними Бюро перепису населення США в 2010 році місто мало площу 3,66 км², уся площа — суходіл.

### Клімат
| Клімат : Віндзор-Гайтс  | Клімат : Віндзор-Гайтс | Клімат : Віндзор-Гайтс | Клімат : Віндзор-Гайтс | Клімат : Віндзор-Гайтс | Клімат : Віндзор-Гайтс | Клімат : Віндзор-Гайтс | Клімат : Віндзор-Гайтс | Клімат : Віндзор-Гайтс | Клімат : Віндзор-Гайтс | Клімат : Віндзор-Гайтс | Клімат : Віндзор-Гайтс | Клімат : Віндзор-Гайтс | Клімат : Віндзор-Гайтс |
| Показник                | Січ.                   | Лют.                   | Бер.                   | Квіт.                  | Трав.                  | Черв.                  | Лип.                   | Серп.                  | Вер.                   | Жовт.                  | Лист.                  | Груд.                  | Рік                    |
| Абсолютний максимум, °C | 19,4                   | 25,6                   | 32,8                   | 33,9                   | 40,6                   | 39,4                   | 43,3                   | 43,3                   | 38,3                   | 35,0                   | 27,8                   | 20,6                   | 43,3                   |
| Середній максимум, °C   | −0,6                   | 2,2                    | 9,4                    | 16,7                   | 22,2                   | 27,8                   | 30,0                   | 28,9                   | 24,4                   | 17,2                   | 8,9                    | 1,1                    | 15,8                   |
| Середня температура, °C | −5                     | −2,2                   | 4,4                    | 11,1                   | 16,7                   | 22,2                   | 25,0                   | 23,9                   | 18,9                   | 11,7                   | 4,4                    | −3,3                   | 10,7                   |
| Середній мінімум, °C    | −10                    | −7,2                   | −1,1                   | 5,0                    | 11,1                   | 16,7                   | 19,4                   | 18,3                   | 12,8                   | 6,1                    | −0,6                   | −7,8                   | 5,3                    |
| Абсолютний мінімум, °C  | −34,4                  | −32,2                  | −30                    | −12,8                  | −3,3                   | 2,8                    | 8,3                    | 4,4                    | −3,3                   | −13,9                  | −23,3                  | −30                    | −34,4                  |
| Норма опадів, мм        | 25                     | 33                     | 58                     | 99                     | 119                    | 124                    | 114                    | 104                    | 76                     | 66                     | 56                     | 36                     | 910                    |
| ----------------------- | ---------------------- | ---------------------- | ---------------------- | ---------------------- | ---------------------- | ---------------------- | ---------------------- | ---------------------- | ---------------------- | ---------------------- | ---------------------- | ---------------------- | ---------------------- |
| Джерело: weather.com    |                        |                        |                        |                        |                        |                        |                        |                        |                        |                        |                        |                        |                        |

## Демографія
Згідно з переписом 2010 року, у місті мешкало 4860 осіб у 2167 домогосподарствах у складі 1287 родин. Густота населення становила 1328 осіб/км².  Було 2289 помешкань (626/км²).
Расовий склад населення:
| - 91,1 % — білих - 3,5 % — чорних або афроамериканців - 2,4 % — азіатів - 0,1 % — вихідців з тихоокеанських островів - 0,1 % — корінних американців - 1,2 % — осіб інших рас |

До двох чи більше рас належало 1,6 %. Частка іспаномовних становила 3,7 % від усіх жителів.
За віковим діапазоном населення розподілялося таким чином: 19,9 % — особи молодші 18 років, 62,2 % — особи у віці 18—64 років, 17,9 % — особи у віці 65 років та старші. Медіана віку мешканця становила 43,0 року. На 100 осіб жіночої статі у місті припадало 91,0 чоловіків;  на 100 жінок у віці від 18 років та старших — 87,5 чоловіків також старших 18 років.
Середній дохід на одне домашнє господарство  становив 69 722 долари США (медіана — 57 627), а середній дохід на одну сім'ю — 78 020 доларів (медіана — 65 962). Медіана доходів становила 59 083 долари для чоловіків та 45 252 долари для жінок. За межею бідності перебувало 15,6 % осіб, у тому числі 26,9 % дітей у віці до 18 років та 11,6 % осіб у віці 65 років та старших.
Цивільне працевлаштоване населення становило 2404 особи. Основні галузі зайнятості: освіта, охорона здоров'я та соціальна допомога — 25,3 %, фінанси, страхування та нерухомість — 19,6 %, науковці, спеціалісти, менеджери — 11,3 %, роздрібна торгівля — 8,2 %.